# María Rosa Pellesi
María Rosa Pellesi (Módena, 11 de noviembre de 1917 - Sassuolo, Módena, 1 de diciembre de 1972) fue una religiosa terciaria franciscana italiana. 
Murió en el convento franciscano de Sassuolo, en 1972, a la edad de 55 años, y fue beatificada en 2007 por el Papa Benedicto XVI.
- Datos: Q953282